# The Long Morrow
"The Long Morrow" is een aflevering van de Amerikaanse televisieserie The Twilight Zone. Het scenario werd geschreven door Rod Serling.

## Plot

### Opening
Rod Serling opent de aflevering met de mededeling dat niet alles is wat het lijkt. Ook in deze scène. Wat de kijker ziet is niet een ziekenhuis, mortuarium of futuristisch mausoleum. Het is een kamer in een ruimteschip dat op weg is naar een ander planetenstelsel. Dit verhaal gaat over wat er kan gebeuren met mensen die een stap verder gaan, maar niet in staat zijn alles wat hen te wachten staat goed te voorspellen. Hoofdpersoon is commandant Douglas Stansfield, een astronaut die spoedig een van de langste ruimtereizen uit de geschiedenis gaat maken. Hij vertrekt op aarde. Zijn eindbestemming is een ander planetenstelsel. Maar daarvoor moet hij wel eerst door de Twilight Zone heen.

### Verhaal
De astronaut Douglas Stansfield zal een reis gaan maken naar een planetenstelsel dat 141 lichtjaren van de aarde is verwijderd. De reis zal in totaal 40 jaar gaan duren (20 jaar heen, 20 jaar terug). Om hem 40 jaar eenzaamheid aan boord van het ruimteschip te besparen, zal Douglas in een diepe schijndode toestand worden gebracht. Voor hij vertrekt, wordt hij verliefd op zijn collega Sandra Horn. Hij weet echter dat ze niet bij elkaar kunnen zijn, want wanneer hij terugkeert op aarde zal hij zelf niet zijn verouderd door de schijndood, maar Sandra wel.
40 Jaar later keert de raket terug. De kijker krijgt te horen dat ironisch genoeg Douglas de reis voor niets heeft gemaakt. Met technologie uitgevonden na zijn vertrek, heeft men het planetenstelsel al vanaf de aarde kunnen bestuderen. Wanneer Douglas uit de raket stapt, blijkt hij toch te zijn verouderd. Het blijkt dat hij vrijwillig zijn schijndood beëindigde om ouder te worden en zo bij Sandra te kunnen zijn na zijn terugkeer. Maar dan krijgt de situatie een nog ironischere wending: Sandra had zich kort na Douglas vertrek ook in schijndood laten brengen om net als hij niet te verouderen in de 40 jaar dat hij weg was. Derhalve is Douglas nu een oude man en Sandra nog een jonge vrouw. Er zit voor Douglas niets anders op dan Sandra te overtuigen dat ze haar leven zonder hem voort moet zetten.

### Slot
In zijn slotdialoog beschrijft Serling Douglas als een vergeten pionier. Hij is aan de kant gezet door nieuwe technologie, het verstrijken van de tijd en het noodlot.

## Rolverdeling
- Robert Lansing: Commandant Douglas Stansfield
- Mariette Hartley: Sandra Horn
- George Macready: Dr. Bixler
- Ed Binns: General Walters
- William Swan: technicus

## Foutjes
- Stansfield wordt geacht de 40 jaar durende reis wakker te hebben doorgebracht in plaats van de geplande schijndood. Maar dan zou hij voedsel en zuurstof nodig hebben gehad, iets wat niet aan boord van het schip was daar men erop had gerekend dat hij de reis in schijndode toestand zou doorbrengen.
- Dr. Bixler vertelt aan het begin van de aflevering dat de raket 70 keer de lichtsnelheid kan bereiken. Maar dan zou de raket over de reis 4 jaar doen en niet 40 jaar.

## Trivia
- Deze aflevering staat op volume 23 van de dvd-reeks.
- Deze aflevering werd genoemd in de gelijknamige aflevering van Gilmore Girls.